# Josué Sáenz
Josué Sáenz – gwatemalski zapaśnik walczący w stylu klasycznym. Zdobył brązowy medal na mistrzostwach panamerykańskich w 2005. Piąty w 2006 i 2008 roku.